# Singulare tantum
Um singulare tantum (expressão latina que significa somente no singular; forma plural: singularia tantum) é um substantivo registrado apenas na forma singular e que não possui registrado uma variante plural para se referir a um único objeto. Muitas linguagens têm singulare tantum, tais como as palavras inglesas "information" ("informação"), "dust" ("poeira") e "wealth" ("riqueza"). Singulare tantum é definido desta maneira pelo Shorter Oxford English Dictionary: "Gram. A word having only a singular form; esp. a non-count noun." Na língua inglesa, tais palavras são quase sempre substantivos não contáveis. Em algumas palavras não contáveis, o plural significa "mais de uma sorte de". Algumas palavras estão quase sempre no singular porque existe somente um exemplo do quê o substantivo significa.